# Ashton (Iowa)
Ashton è una città degli Stati Uniti, situata nella Contea di Osceola, nello Stato dell'Iowa.

## Geografia fisica
Ashton è situata a 43°18′43″N 95°47′30″W (43.311916 -95.791613). La città ha una superficie di 2,63 chilometri quadrati, di cui 2,62 coperti da terra e 0,01 coperti da acqua. Ashton è situata a 444 metri sul livello del mare.

## Società

### Evoluzione demografica
Al censimento del 2010, Ashton contava 458 abitanti e 124 famiglie. La densità di popolazione era di 174,14 abitanti per chilometro quadrato. Le unità abitative erano 211 con una media di 80,22 per chilometro quadrato. La composizione razziale contava il 95% di bianchi, l'1,3% di afroamericani, lo 0,4% di nativi americani, lo 0,2% di asiatici, lo 0,9% di isolani del Pacifico e lo 0,7% di altre razze. Ispanici o latini sono 3,1% della popolazione residente.